# Kojákovice
Kojákovice jsou vesnice, část obce Jílovice v okrese České Budějovice v Jihočeském kraji poblíž Třeboně. Vesnice je vyhlášena jako vesnická památková zóna. Na mnoha statcích a chalupách jsou zachovány a udržovány původní fasády selského baroka. Patří k ní také rybníky Ruda a Pohoř a tři hájovny. V obci je křižovatka silnic na Domanín, Hrachoviště, Kramolín a Mladošovice.

## Historie

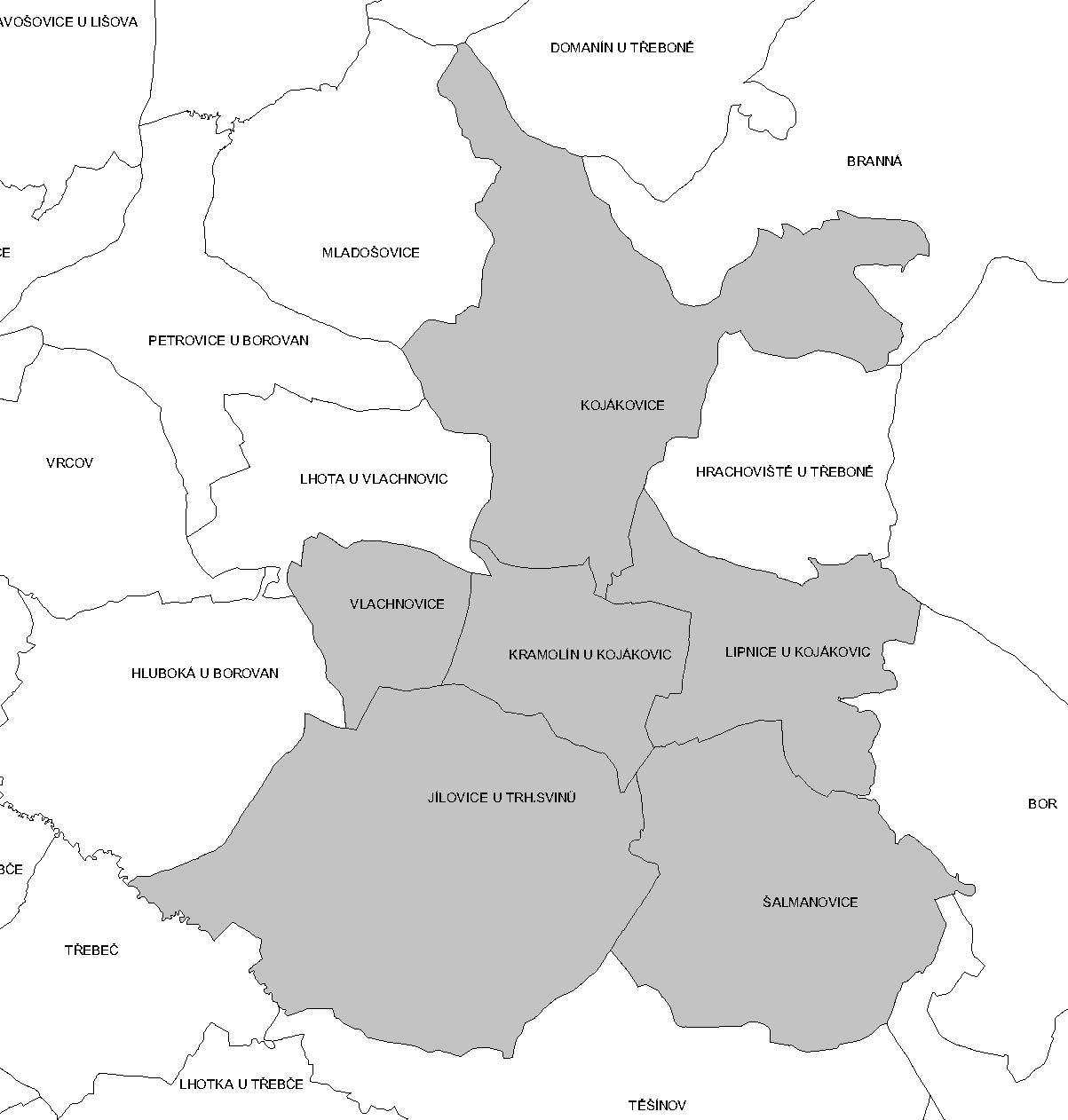
Katastrální členění Jílovic

První písemná zmínka o vesnici pochází z roku 1371. Kojákovice původně patřily Rožmberkům, ale na konci 15. století patřila část rytířům z Kojákovic. V 16. století byly Kojákovice zastaveny, ale brzy opět vyplaceny. Třicetiletá válka ves velmi zdecimovala. V roce 1856 zde již stála škola. Před druhou světovou válkou zde byla zřízena autobusová doprava do Třeboně a Borovan. Tehdy zde žilo asi 360 obyvatel.
Po roce 1963 byla ves sloučena s Lipnicí a Kramolínem a vzniklo zde JZD. Později zde bylo velké zemědělské centrum i pro Mladošovice, Petrovice a Lhotu. Kvůli ekonomickým problémům jej zabral státní statek Nové Hrady. Dnes zde hospodaří dvě zemědělské firmy. V roce 2011 zde trvale žilo 147 obyvatel.

## Přírodní poměry
Severovýchodně od vesnice leží přírodní rezervace Ruda u Kojákovic.

## Obyvatelstvo
| Rok            | 1869 | 1880 | 1890 | 1900 | 1910 | 1921 | 1930 | 1950 | 1961 | 1970 | 1980 | 1991 | 2001 | 2011 | 2021 |
| -------------- | ---- | ---- | ---- | ---- | ---- | ---- | ---- | ---- | ---- | ---- | ---- | ---- | ---- | ---- | ---- |
| Počet obyvatel | 462  | 409  | 428  | 451  | 422  | 357  | 345  | 262  | 275  | 235  | 186  | 163  | 149  | 147  | 157  |
| Počet domů     | 69   | 75   | 77   | 75   | 76   | 75   | 77   | 74   | 70   | 82   | 56   | 73   | 80   | 81   | 89   |

## Obecní správa
Při sčítání lidu v letech 1850–1975 Kojákovice byly samostatnou obcí, se kterým patřily nejprve do okresu Třeboň, ale od roku 1960 v okrese České Budějovice. Od 1. ledna 1976 jsou částí obce Jílovice v okrese České Budějovice. Od 14. června 1964 do 31. prosince 1975 k obci patřily Kramolín a Lipnice.

## Pamětihodnosti
- obecní muzeum v budově bývalé školy
- budova kovárny
- pomník padlých v první světové válce; dílo místního rodáka Jana Kojana
- kaple svatého Jiří

## Rodáci
- Jan Kojan, malíř a výtvarník